# Yonggang Huang
Yonggang Huang (chinês simplificado: 黄永刚; Pequim, China, 1962) é um engenheiro chinês, Walter P. Murphy Professor of Engineering na Universidade do Noroeste.

## Formação e carreira
Yonggang Huang obteve o bacharelado em mecânica na Universidade de Pequim em 1984. Foi para os Estados Unidos para estudar ciências da engenharia em 1986, obtendo os graus de ScM e PhD em ciências da engenharia na Universidade Harvard em 1987 e 1990, respectivamente. Permaneceu em Harvard no pós-doutorado durante um ano, sendo admitido na Universidade do Arizona como professor assistente em 1991. Foi em seguida para a Michigan Technological University como professor associado em 1995, e para a [[Universidade de Illinois em Urbana-Champaign]] (UIUC) em 1998. Foi promovido a full professor em 2001, Grayce Wicall Gauthier Professor em 2003, e Shao Lee Soo Professor em 2004, na UIUC. Foi para a Universidade do Noroeste como Joseph Cummings Professor em 2007, sendo Walter P. Murphy Professor desde 2015.

## Áreas de pesquisa
Huang trabalha com mecânica dos materiais e estruturas em múltiplas escalas, como a teoria da plasticidade de gradiente de tensão baseada em mecanismo e a mecânica de meios contínuos baseada em atomismo para nanotubos de carbono. Nos últimos anos concentrou-se na mecânica e na análise térmica de eletrônicos elásticos e dissolúveis, com aplicações em captura de energia e medicamentos, e montagem 3D determinista, guiada mecanicamente. Seu trabalho sobre tatuagens eletrônicas foi relatado pela NBC Learn (o braço educacional da NBC).

## Serviço para as sociedades acadêmicas
É desde 2011 editor-in-chief do Theoretical and Applied Mechanics Letters.
Huang é editor-in-chief do Journal of Applied Mechanics (Transactions of ASME), e transformou o periódico no mais rápido em mecânica. por exemplo, entre todos os artigos submetidos em 2017, o tempo médio da submissão à decisão final (i.e., rejeitado ou aceito) é menor que 16 dias, que inclui o tempo para revisão e o tempo para as correções do autor (se necessário).
Foi presidente da Society of Engineering Sciences (2014), e membro do Awards Committee (2016-2018) e Nomination Committee (2016-2018) do Engineering Mechanics Institute, American Society of Civil Engineers. É catedrático do Comitê Executivo da Applied Mechanics Division, ASME (2015-2020), e membro do US National Committee of Theoretical and Applied Mechanics (2018-2022).

## Publicações
O professor Huang é autor de mais de 500 publicações em revistas internacionais, incluindo revistas em vários campos, como mecânica (48 artigos no Journal of the Mechanics and Physics of Solids), eletrônica (2 na Nature Electronics), materiais (17 em Advanced Materials, 9 em Nature Materials e 1 em Nature Reviews Materials), medicina (1 em CELL, Nature Biotechnology, Nature Medicine e Nature Neuroscience, 4 em Science Translational Medicine e 4 em Nature Biomedical Engineering), nanotecnologia (11 em ACS Nano, 8 em Nano Letters e 2 em Nature Nanotechnology), física (2 em Physical Review Letters) e revistas multidisciplinares (10 em Science, 6 em Science Advances, 4 em Nature, 12 em Nature Communications e 15 no Proceedings of the National Academy of Sciences).